# Club athlétique Périgueux Dordogne
Maillots
Actualités
Le Club athlétique Périgueux Dordogne (ou CA périgourdin) est un club de rugby à XV français basé à Périgueux, en Dordogne.
Son terrain habituel de rencontres est le stade Francis-Rongiéras.
La mascotte est lou Canou, un canard portant les couleurs ciel et blanc du club.
Le club évolue en Nationale.

## Historique

### 1901 à 1948: débuts du club et premiers titres
Succédant à l'association des Bleuets du lycée de garçons Bertran-de-Born créée en 1892, la Société de sports athlétiques est fondée en 1896. Le 15 mars 1901, le Club athlétique périgourdin prend la suite avec comme principaux fondateurs : Roger Dantou et Roger William Magnanou. Il dispose alors d'un stade à la Font-Pinquet (nommé plus tard stade Roger-Dantou).
Après avoir remporté le titre régional contre le FC Auch, le club remporte, en 1906, le premier championnat de France de deuxième série contre l'AS Lyon sur le score de 16-0. Grâce à cette victoire, Périgueux reçoit le challenge Brennus remis cette année là à l'équipe championne de France.
Le demi d'ouverture, Georges Peyroutou, sélectionné en Équipe de France, à l'occasion du Tournoi des cinq nations 1911 contre l'Équipe d'Écosse, est le premier international du club. Auteur du dernier essai des Français, il participe ainsi à la première victoire de l'équipe de France dans l'histoire du tournoi. Lors de l'édition de 1912, c'est le demi de mêlée, Léon Jean Larribau, qui est sélectionné à l’occasion du tournoi en Irlande, il devient le deuxième international du club. Périgueux accède à la première division lors de la saison 1912-1913 et atteint les quarts de finale du championnat de France, où l'équipe s'incline 38-0 face à l’Aviron bayonnais. En 1914, elle est éliminée en huitièmes de finale par le Stadoceste tarbais 3-0.

La Première Guerre mondiale vient mettre un terme aux compétitions jusqu'en 1918 où le CAP atteint les quarts de finale de la coupe de l'espérance, mais est battu 12-0 par le Stade bordelais. Périgueux fait partie des 24 clubs qualifiés lors de la saison 1919-1920 pour les phases finales, mais est éliminé au premier tour par l'Olympique 6-0, de même pour la saison suivante, le club perd 5-0, au premier tour du championnat de France face à l'Aviron bayonnais. En 1922, les Périgourdins, battus par le FC Lourdes, manquent de peu la qualification pour la troisième phase du championnat, réservée aux 10 meilleurs clubs français.

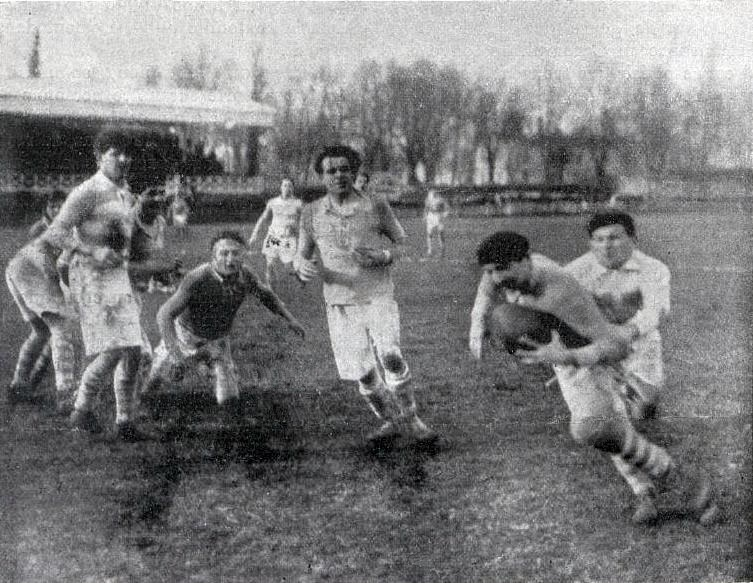
Le TOEC bat le CA Périgourdin en mars 1923 ; ici une percée de Mailhe avec un béret, sur une échappée de Dumartin, pour l'essai victorieux à la dernière minute du match au parc des Sports.

Deux clubs à Périgueux jouent en première division lors de la saison 1922-1923, le CA Périgueux et le CO Périgueux-Ouest. Toutefois le CAP peine à jouer les premiers rôles en championnat, terminant dernier de leur poule en 1925 et en 1927, il se maintient après avoir gagné son match de barrage.
Le pilier, ou deuxième ligne, Henri Lacaze, est sélectionné à son tour en vue du Tournoi des Cinq Nations 1928 contre le Pays de Galles, c’est le troisième international du club.
Après vingt-cinq années en première division, le CAP se qualifie pour les barrages d'accès aux huitièmes de finale lors de la saison 1936-1937, mais est éliminé par le FC Grenoble 12-0. La même année, lors du challenge Yves du Manoir, Périgueux termine dix-septième sur les vingt-deux clubs engagés. En 1938, le club termine dernier de sa poule, avec une victoire et trois défaites, mais conserve toutefois sa place en première division, après une victoire en match de barrage. Lors du challenge Yves du Manoir, le club ne remporte aucun de ses huit matchs.
Le CAP et le COPO fusionnent lors de la saison 1938-1939, Périgueux termine deuxième de sa poule derrière Biarritz et se qualifie pour les huitièmes de finale du championnat mais échoue 14-13 contre le Racing CF. En challenge Yves du Manoir, l'équipe termine sixième de sa poule de huit, avec deux victoires et cinq défaites.
La Seconde Guerre mondiale vient mettre un terme aux championnats, la reprise ne se fait qu'au cours de la saison 1942-1943. Périgueux participe à la première division élargie à 95 clubs mais manque la qualification. La même année, en Coupe de France, après avoir éliminé le CS Vienne et le FC Lyon, l'équipe atteint les demi-finales régionales «zone Sud» s'inclinant 5-0 contre le SU Agen.
Les Périgourdins se qualifient en 1944 pour la seconde phase du championnat, réservée aux 24 meilleurs clubs, puis termine cinquième de sa poule de six, soit dans les vingt meilleurs clubs français.
Lors de la saison 1944-1945, il manque la qualification pour les huitièmes de finale du championnat, puis descend dans le second groupe la saison suivante alors que l'élite est ramenée à 32 clubs.

### 1948 à 1970: l'âge d'or du CAP
Après deux années dans le second groupe, le CAP remonte en 1948 en première division via une poule de brassage, où il devance Saint-Jean de Luz, le Stade niortais ainsi que l'US Carmaux, sous la conduite du futur international, Guy Belletante, qui découvre avec Périgueux la première division.
Le club termine lors de la saison 1948-1949 quatrième de sa poule en étant invaincu à domicile mais en n'ayant aucune victoires à l'extérieur et échoue donc à se qualifier pour les huitièmes de finale. En 1950, Périgueux termine troisième de sa poule en étant invaincu à domicile et se qualifie pour les phases finales pour la première fois depuis 1939 grâce à une victoire face au SC Graulhet. Le club est ensuite battu par l'USA Perpignan 3-0 en seizièmes de finale, Guy Belletante, quant à lui, part pour le Stade nantais pour raisons professionnelles.
Invaincu à domicile pour la troisième année consécutive, le CAP termine lors de la saison 1950-1951, troisième de la première phase qualificative et obtient ainsi sa place pour la seconde partie du championnat. Placé alors dans une poule difficile avec le RC Toulon et le Stade toulousain, le club termine dernier. En 1952, Périgueux termine respectivement quatrième et deuxième des deux premières phases qualificatives. Le club est battu en quarts de finale par Perpignan 5-0 après avoir éliminé l'ASM Clermont Auvergne en huitièmes de finale.
Les Périgourdins terminent leur saison 1952-1953 troisième de leur poule mais échoue à se qualifier pour les huitièmes de finale. La formation est mise à l’honneur, une école de rugby voit le jour dans les années 1950. En 1954, l'équipe termine troisième après un bilan de quatre victoires, deux nuls et quatre défaites mais se fait éliminer en seizièmes de finale par Carmaux. Alors que le futur troisième ligne international, Sylvain Meyer, commence à s'affirmer en équipe première, les saisons suivantes placent le CAP, entre 1955 et 1956, en huitièmes de finale où il s'incline respectivement face à Perpignan et face à Lourdes. Il est admis de nouveau en challenge Yves du Manoir pour l'édition 1955 et 1956, terminant respectivement à la dernière et l'avant-dernière place.
Périgueux, battu deux fois à domicile lors de la saison 1956-1957 par le Stade toulousain 6-8 et le Castres olympique 3-6, termine sixième de sa poule et manque la qualification pour les phases finales, de même pour le challenge Yves du Manoir. En 1958, le club termine troisième de sa poule et atteint après avoir affronté le Stade aurillacois et le Racing club de France, les quarts de finale où il est éliminé par le Paris université club 16-9. Lors du challenge Yves du Manoir, il termine premier de sa poule à égalité avec le Stade montois mais les Landais se qualifient pour les demi-finales grâce au nombre d'essais inscrits. L'année suivante, les organisateurs du challenge décident de qualifier deux clubs par poule.
Les Capistes terminent lors de la saison 1958-1959 premiers de leur poule devant Perpignan et disputent un deuxième quart de finale consécutif. Ils sont éliminés par le Stade montois 20-3 après avoir éliminés Biarritz en huitièmes de finaleet le Stade aurillacois en seizièmes de finale. En 1960, le club termine deuxième de sa poule mais est éliminé dès les seizièmes de finale par l'Union sportive fuxéenne. Premier de sa poule devant le RC Narbonne et l'US Dax lors du challenge Yves du Manoir, Périgueux échoue 15-0 dès les quarts de finale contre le SC Mazamet. Le troisième ligne Sylvain Meyer est alors un des leaders de l'équipe et est sélectionné pour le Tournoi des Cinq Nations 1960 qu'il remporte avec l'équipe de France. La même année, les juniors B Crabos, entraînés par Dufraisse, sont champions de France en remportant la finale face à Perpignan 8-3.
Le club termine lors de la saison 1960-1961, troisième de sa poule mais est éliminé en seizièmes de finale par le RC Toulon. Lors du challenge Yves du Manoir, elle termine quatrième de sa poule de six et ne participe donc pas aux quarts de finale. En 1962, Périgueux termine sixième de sa poule et n'est donc pas qualifié pour les phases finales, de même pour le challenge Yves du Manoir.
Première de sa poule lors de la saison 1962-1963, l'équipe échoue en seizièmes de finale, éliminé par le SC Tulle et échoue la qualification en challenge Yves du Manoir pour un point, au profit de Toulon. En 1964, Sylvain Meyer prend sa retraite, Périgueux qui tarde à renouveler ses cadres, termine avant-dernier sa poule et échoue à se qualifier pour les phases finales, de même pour le challenge Yves du Manoir.
Les Périgourdins terminent troisièmes de leur poule lors de la saison 1964-1965 et remportent les seizièmes de finale face à la Section paloise mais échouent en huitièmes de finale face à Tarbes 30-6. En 1966, le CAP termine deuxième de sa poule et échoue face au CA Bordeaux-Bègles en seizièmes de finale. Tandis que les juniors A, décrochent la coupe Frantz-Reichel contre l'AS Béziers sur le score de 14 à 6.
Troisième de sa poule lors de la saison 1966-1967, l'équipe se qualifie pour les seizièmes de finale, qu'elle remporte face à Pau mais échoue en huitièmes face à Mont-de-Marsan 14-9. En 1968, Périgueux termine cinquième de sa poule et n'est donc pas qualifié pour les phases finales. Lors du challenge Yves du Manoir, le club finit deuxième de sa poule derrière le RC Narbonne, avant d’être battu 11-3 en quart de finale par le SU Agen, dans un match spectaculaire où le travail de sape des avants agenais a eu raison de la volonté d’attaquer des joueurs de Périgueux.
L'équipe termine de nouveau troisième de sa poule lors de la saison 1968-1969 mais échoue en seizièmes de finale face à Toulon 27-8 après avoir mené à la mi-temps. Lors du challenge Yves du Manoir, elle termine troisième de son groupe derrière les qualifiés, le SU Agen et le RC Narbonne. L’équipe réserve, quant à elle, remporte le titre, vainqueur 12-3 contre le FC Grenoble avec trois essais de Gérot, Mercier et Hausi sur le terrain du Puy-en-Velay.

### 1970 à 1995: déclin puis reconstruction progressive
Périgueux atteint en 1970 les seizièmes de finale mais échoue face à l'ASM Clermont et manque aussi la qualification en challenge Yves du Manoir.
Lors de la saison 1970-1971, les Périgourdins atteignent de nouveau les seizièmes de finale pour la troisième saison consécutive mais se font éliminer par Narbonne.
En 1972, le CAP parvient à se maintenir mais finit par descendre en groupe B lors de la saison 1972-1973. L’élite est séparée en deux groupes (A et B) de 32 clubs. À cette occasion, le club n’est plus invité à disputer le prestigieux challenge Yves du Manoir après dix-neuf participations consécutives.
Les entraîneurs se succèdent et Périgueux retrouve, en 1975 (via la Coupe Adolphe-Jauréguy considérée comme une poule de barrage), la première division de nouveau élargie à 64 clubs. L'équipe se maintient dans le nouveau groupe A à 40 clubs pour la saison 1975-1976 mais est reléguée, terminant dernier de sa poule.
C’est sous la direction de Lilian Camberabero que le CAP retrouve le groupe A en 1980. Francis Rongiéras, troisième ligne centre formé au club, âgé de 21 ans participe à cette montée. Le club est relégué lors de la saison 1981-1982 mais atteint la finale du challenge de l'Espérance contre l'US Tyrosse (défaite 11-24). Il va ensuite vivre un passage sportif délicat, il joue en première division groupe B (deuxième niveau hiérarchique du rugby français) entre 1983 et 1987. Cette année là, il hérite d'une poule difficile avec notamment le FC Auch, le Stade rochelais, le RC Orléans, l'US Bergerac, l'US Cognac, l'US Marmande, l'US Salles, l'US Fumel et le SA Condom puis est relégué en deuxième division (troisième niveau hiérarchique du rugby français) pour l'année suivante.
Dominant sa poule de deuxième division devant des clubs comme le GS Figeac, le CA Castelsarrasin, le Stade beaumontois, le SC Decazeville ainsi que l'UA Gaillac, Périgueux se qualifie directement pour les phases finales et remonte en groupe B pour la saison 1988-1989. Durant ces années, de nouveaux joueurs de talent font leurs apparitions, le rugby se professionnalise et les dirigeants recrutent des locaux comme Jean-Jacques Mathieu, Stéphane Donnadier, Christian Martin, Youcef Hanou et Thierry Labrousse. Le CAP atteint les demi-finales en 1990 mais échoue face au Stade montchaninois puis remonte en groupe A en 1991 via une poule de brassage mais termine septième de sa poule et n'est donc pas qualifié pour les phases finales. Le 15 juin 1991, Francis Rongiéras décède sur le terrain du COPO lors d'un match amical, à l'âge de 33 ans,. Lors de la saison 1991-1992, le CAP est relégué en groupe B, terminant avant-dernier de sa poule.

En 1993, l'équipe monte progressivement en puissance et termine troisième de sa poule lors de la première phase qualificative, puis première de sa poule de play-off. Le CAP bat en quarts de finale le Stade rochelais puis le FC Lourdes en demi-finale au Stade du Moulias à Auch. Le 13 juin 1993 au stade de la Vallée du Cher à Tours, Périgueux remporte le titre de champion de France groupe B face au Stade dijonnais sur le score de 9 à 6. La ville est en effervescence au retour des Capistes à Périgueux.
Équipe championne de France groupe B 1993 :
1. Christian Blondy 2. Yannick Rumbao 3. Philippe Laval
4. Christian Martin 5. Jean-Jacques Mathieu 
6. Laurent Magne puis Nicolas Rossignol 8. Thierry Labrousse  7. Gilles Bouchet
9. Christophe Hivert 10. Stéphane Donnadier
11. Vincent Boussarie 12. Julien Crombach 13. Denis Blum 14. Emmanuel Granja
15. Stéphane Mercier
Périgueux reste ensuite deux saisons dans l’élite, avant de chuter en groupe A2 à l’heure du passage au rugby professionnel et la réduction de l’élite de 32 à 20 clubs.

### 1995 à 2005: dix ans de rugby professionnel à Périgueux
En 1995, l'arrivée du professionnalisme dans le monde de "l'ovalie" chamboule en effet tout le paysage rugbystique français et provoque petit à petit la descente de nombreux clubs historiques. Cependant, le CA Périgueux Dordogne résiste durant près de dix ans et alterne les saisons entre l’élite et la deuxième division.
Lors de la saison 1995-1996, Périgueux, entraîné désormais par Jean-Philippe Cariat voit arriver dans son effectif l'ouvreur Franck Cather, champion de France Reichel avec le Stade toulousain. L'équipe remonte en première division réduite à 20 clubs après un match de barrage gagné après prolongations contre Nîmes 18-15 grâce à six pénalités de l'ouvreur Franck Cather‌. Elle affronte en huitièmes de finale le CS Bourgoin-Jallieu mais s'incline 12-26. Périgueux est ensuite invité, comme tous les clubs avant perdus en huitièmes de finale, à disputer un match de barrage pour accéder à la coupe d'Europe mais se fait éliminer par le CA Bordeaux-Bègles 15-35. Le futur troisième ligne international Thierry Labrousse part pour le CA Brive à l'issue de la saison.
En 1997, malgré le renfort de l'ancien talonneur du CA Bègles-Bordeaux Sébastien Morizot et du demi de mêlée Philippe Doussy en provenance de l'US Tyrosse, l'équipe termine dernière de sa poule et redescend en groupe A2 et manque la qualification en Coupe de France après une défaite 12-9 en seizièmes de finale face au Paris université club.
Lors de la saison 1997-1998, Périgueux remonte en groupe A1 après avoir terminé premier club du groupe A2 et atteint la finale de ce dernier mais échoue contre le Racing CF 31-29, malgré 24 points de Philippe Doussy.
En 1999, le CAP, renforcé par l'ouvreur Jérôme Miquel, manque de justesse la qualification pour le Top 16, battu lors de la dernière journée à Colomiers 18-3 et termine donc sixième de sa poule. Lors du challenge européen, Périgueux termine troisième de sa poule derrière les qualifiés, Caerphilly et Narbonne et ne se qualifie donc pas pour les quarts de finale.
Philippe Doussy quitte le club pour l'US Montauban lors de la saison 1999-2000. Les Périgourdins assurent leur maintien, terminant dixième de leur poule avec notamment un succès à domicile contre le RC Toulon 45-9.

#### Relégation en Pro D2
En 2001, le club est relégué en Pro D2 terminant dernier de sa poule avec une seule victoire en 18 matchs de championnat. Le CAP est notamment battu 15-86 sur la pelouse du Castres olympique et 12-83 sur celle de Perpignan. Lors du challenge européen, Périgueux termine dernier de sa poule mais atteint les quarts de finale de la coupe de la ligue en s'inclinant face à Perpignan 19-61.
Périgueux joue en Pro D2 entre 2001 et 2005 se situant entre le milieu et le bas du tableau malgré des recrues de qualité comme l'ancien centre rochelais Wilfried Moulinec. Lors de la saison 2001-2002, le club termine quatorzième à deux points du premier relégable l'US Tours et termine ensuite treizième en 2003 et dernier en 2004 mais est alors repêché car Colomiers est relégué administrativement en Fédérale 1 par la Direction nationale d'aide et de contrôle de gestion (DNACG). En 2005, l'équipe termine dernière du classement et est rétrogradée en Fédérale 1.

### 2005-2017: arrivée dans le niveau amateur
De 2005 à 2008, le CA Périgueux termine troisième lors des saisons régulières et échoue, après ne s'être pas qualifié pour le Trophée Jean-Prat en 2006, lors des demi-finales en 2007 face au Stade aurillacois,et en 2008 face à l'US Colomiers,. Pour la saison 2008-2009, le "stade municipal" est rebaptisé "stade Francis-Rongiéras", en l'honneur de l'ancien joueur du CAP décédé en 1991. L'équipe termine première de sa poule mais échoue en quarts de finale contre le Pays d'Aix rugby club (17-28 sur l'ensemble des deux rencontres),. Le 11 janvier 2009, lors d'un match à l'extérieur contre le Cahors rugby, un joueur du CAP, Féao Latu, meurt à l'âge de 28 ans d'un malaise cardiaque. L'équipe remporte cette même année le Challenge de l'Espérance, après avoir disposé de l'US Tyrosse 21-9 en finale. En 2010, les Périgourdins terminent deuxièmes de leur poule mais sont de nouveaux éliminés en quarts, cette fois par l'Union sportive carcassonnaise (29-46 sur l'ensemble des deux rencontres),.

#### Retour éphémère en Pro D2
Le CAP valide son retour dans le monde professionnel six années après l'avoir quitté en terminant premier de leur poule lors de la saison 2010-2011. Les Capistes vont dominer tour à tour l'Association sportive vauréenne en huitièmes de finale,, l'AC Bobigny 93 rugby en quarts, puis le Rugby club Massy Essonne en demi-finale (44-42 sur l'ensemble des deux rencontres),, après une pénalité mémorable à la quatre-vingt-neuvième minute de Jérôme Bosviel des 55 mètres. Ils s'inclinent toutefois en finale, en juin, contre l'AS Béziers sur le score de 6 à 13.
La saison 2011-2012 se solde par un échec puisque le CA Périgueux termine dernier du classement en n'ayant remporté aucun match à l'extérieur. La plus haute victoire de rang est à domicile contre l'US Dax, alors premier, sur le score de 23 à 18. Le club est donc relégué en Fédérale 1 pour la prochaine saison.

#### Rétrogradation financière en Fédérale 3
En 2013, le club termine troisième de sa poule et bat en huitièmes de finales l'Avenir valencien (41-41 sur l'ensemble des deux rencontres et 5-4 aux tirs au but) mais s'incline en quarts contre l'US Montauban (32-49 sur l'ensemble des deux rencontres) En 2014, l'équipe termine quatrième de sa poule mais s'incline en huitièmes de finales contre Massy (15-53 sur l'ensemble des deux rencontres),.
Lors de la saison 2014-2015, Périgueux termine sixième de sa poule mais en avril, la Direction nationale d'aide et de contrôle de gestion de la Fédération française de rugby décide, compte tenu d'un déficit du club de 450 000 euros pour la saison en cours, de le rétrograder en Fédérale 3, décision dont le club fait appel. En mai, la commission d'appel de la fédération de rugby confirme la rétrogradation,. En octobre, le club fait l'objet d'un jugement de procédure de sauvegarde. Sur proposition du mandataire judiciaire, le club est placé en redressement judiciaire le 14 décembre 2015 par le Tribunal de grande instance de Périgueux.
En 2016, renommé Club athlétique périgourdin, le club termine premier de la poule 7 de Fédérale 3 et se qualifie pour les phases finales du championnat de France où il bat en trente-deuxième de finale l'US Mugron,, avant de disposer en seizièmes de finale de l'AS Layrac,. Périgueux échoue en huitièmes de finales 12-40 contre l'Union sportive de Salles. En juin 2016, un plan d'apurement des dettes (1 000 000 euros) sur dix ans est acté par le tribunal d'instance de Périgueux, permettant au club d'envisager une remontée en Fédérale 2, si la DNACG valide cette option mais elle refuse la montée du club compte tenu du passif important, décision également validée en août 2016 par le CNOSF.
À l'issue de la saison 2016-2017, bien que terminant premier de la poule 16 avec la totalité de ses matchs gagnés, résultat lui permettant d'accéder à la Fédérale 2, l'équipe reste en Fédérale 3 pour cause de dette encore trop excessive, tout comme lors de la saison précédente. Elle termine toutefois championne de France de Fédérale 3 en battant l'US Tours 46 à 6 sur le terrain de Saint-Jean-d'Angély.

### 2017-2024: montée progressive vers l'élite amateur
Le club termine troisième de sa poule lors de saison 2017-2018 et va jusqu'en quart de finale des championnats de France où il échoue face à Floirac (29-34), l'équipe monte tout de même en Fédérale 2 pour la saison prochaine. En 2019, l'équipe termine troisième de leur poule mais est privée de phases finales. La FFR décide, le 27 mars 2020, d'arrêter définitivement les championnats amateurs à tous niveaux et qu'il n'y aura pas de relégations mais bien douze montées. Aucun titre de champion n'est décerné et met alors fin à la saison 2019-2020 au bout de la dix-septième journée. Après péréquation Périgueux monte donc en Fédérale 1 pour la saison 2020-2021.
Au cours de celle-ci, de nombreux joueurs sont recrutés comme notamment l'international algérien Djamel Ouchene, arrière ou ailier passé par l'US Montauban, Damien Lavergne, pilier passé par le CA Brive ainsi que Marius Vialle, troisième ligne aile passé par le Stade aurillacois, recruté pour être le nouveau capitaine de l'équipe. Le 3 novembre 2020, le bureau fédéral de la FFR annonce la suspension du championnat jusqu'au mois de janvier, en raison de la pandémie de Covid-19 et du deuxième confinement de 2020 en France. Le 26 février 2021, la FFR annonce l'arrêt définitif des compétitions amateurs et le gel des montées et des descentes pour tous les niveaux, Périgueux reste donc en Fédérale 1 pour la prochaine saison. En août, l'ancien international anglais Richard Hill succède à Didier Casadeï en tant qu'entraîneur.
Les Capistes terminent en 2022 premiers de leur poule (95 points) en n'ayant subit que deux défaites à domicile, en octobre face au Rugby Club bassin d'Arcachon (13-18) et en décembre face au Rennes Étudiants Club rugby (17-19). Le club est donc promu automatiquement pour le nouveau championnat qui vient d'être créé, la Nationale 2. L'accession en Nationale peut se jouer grâce aux matchs des phases finales débutant le 24 avril 2022. Les huitièmes de finales les opposent à l'US Tyrosse, avec une victoire des Périgourdins (85-25 sur l'ensemble des deux rencontres). Les quarts de finales contre le CM Floirac se concluent sur une victoire des bleu et blanc (52-35 sur l'ensemble des deux rencontres). Lors des demi-finales, ils rencontrent le Rennes EC, contre lequel ils s'inclinent (33-46 sur l'ensemble des deux rencontres). Périgueux dispute donc le championnat de Nationale 2 la saison suivante.

#### Champion de France de Nationale 2
L'équipe conclue la saison 2022-2023 en étant en première position de leur poule (87 points) et tout en n'ayant subit aucune défaite à domicile. Elle se qualifie donc automatiquement pour les quarts de finales d'accession en Nationale qui se jouent contre l'AS Bédarrides. Les Périgourdins remportent la confrontation 43-22 sur l'ensemble des deux rencontres et affrontent le Stade métropolitain en demi-finale pour une éventuelle place en Nationale pour la saison suivante, ils sont promus grâce à une victoire 60-36 sur l'ensemble des deux rencontres,. Le 4 juin 2023, le CA Périgueux remporte la finale 39-20 face au CS Vienne  et devient ainsi le premier champion de France de Nationale 2 de l'histoire. 
Équipe championne de France de Nationale 2 2023 :
1. Damien Lavergne puis Jason Tindilière 2. Lucas Marijon puis Baptiste Arvouet 3. Kaliwati Tawake puis Matías Dittus
4. Pierre Rousserie 5. Marius Iftimiciuc
6. Marius Vialle puis Nicolas Labattut 8. Michel Lambert 7. Madioke Konate  
9. Nicolas Faltrept 10. Yann Caillat 
11. Pierre Tournebize 12. Fred Hickes 13. Cyril Couturier puis Vincent Fouillade 14. Paul Piveteau
15. Djamel Ouchene 

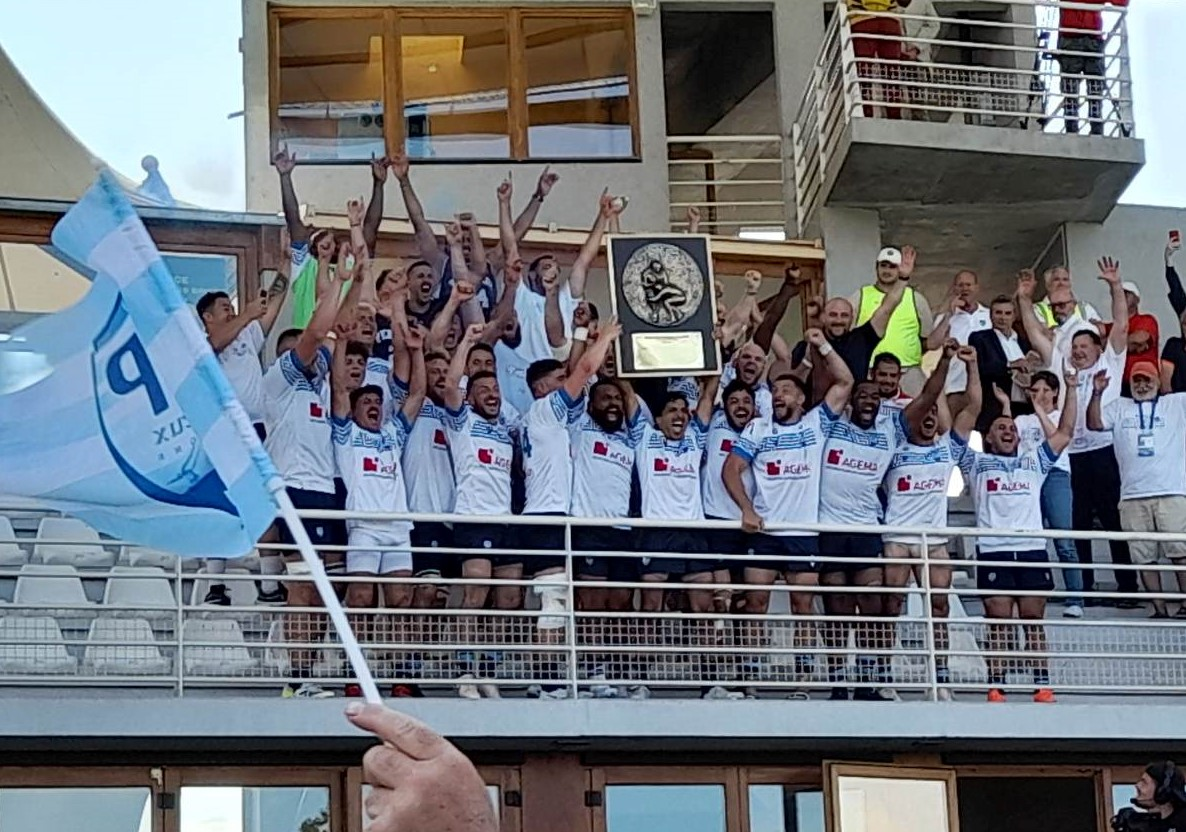
Les joueurs du CAP soulevant leur bouclier de champion de France de Nationale 2.

Au cours de cette saison, les Capistes terminent meilleur attaque du championnat avec 603 points, tandis que Yann Caillat, demi d'ouverture, finit meilleur marqueur avec 276 points dont 58 pénalités. Didier Casadeï fait son retour en tant qu'entraîneur succédant ainsi à Richard Hill pour la saison 2023-2024 de Nationale.

#### Débuts dans le niveau semi-professionnel
Afin de se préparer pour la saison à venir, le CAP procède à plusieurs recrutements dont notamment des joueurs étant passés par des clubs de Top 14 ou de Pro D2 à l'instar d'Afa Amosa, Henry Tuilagi Jr. ou encore Axel Müller. Une session de trois matchs amicaux est prévue, les Périgourdins affrontent alors deux clubs de Nationale, le Sporting Club albigeois et le RC Massy ainsi qu'un club de Nationale 2, l'Union Cognac Saint-Jean-d'Angély. Ces matchs se soldent tous par une victoire des Capistes sur le score respectif de 21-14, 22-7 et 31-7. Pour cause de travaux sur le stade Francis-Rongiéras, le club va disputer ses matchs sur l'ancien terrain historique, celui du stade Roger-Dantou.
Lors de la première journée du championnat, le CAP, à domicile, remporte la victoire 25-14 face au Stade niçois, avec notamment un essai du nouveau capitaine Afa Amosa pour son premier match. La seule défaite subit à domicile intervient lors de la dix-neuvième journée, face au Stado Tarbes Pyrénées rugby, sur le score de 26-30. Les Périgourdins, à l'issue de la saison, terminent septièmes du classement et ne sont donc pas qualifiés pour les phases finales.
En vue de la saison de Nationale 2024-2025, le CAP effectue de nouveaux recrutements afin de consolider l'effectif, comme notamment Anderson Neisen ou encore Tim Giresse. Trois matchs de préparations sont prévus, les Périgourdins affrontent le Stade aurillacois, pensionnaire de Pro D2, ainsi que deux clubs de Nationale, le RC Massy et le Stade langonnais. Les deux premiers matchs se soldent par une défaite, 29-17 contre Aurillac et 24-14 contre Massy. Cependant, ils remportent leur dernier match amical contre Langon sur le score de 21-5.
Lors de la première journée du championnat, le CAP décroche à domicile la victoire contre le Stado Tarbes Pyrénées rugby sur le score de 24-13. L'unique défaite à domicile intervient lors de la vingtième journée, face au Stade langonnais sur le score de 19-21. Lors de leur retour au stade Francis-Rongiéras rénové, au cours de la dernière journée du championnat, les Périgourdins décrochent leur accès pour les phases finales de Nationale, face au Rouen Normandie Rugby, grâce à une victoire sur le score de 28-25. À l'issue de la saison, Périgueux termine à la quatrième place et accueille donc le quart de finale face à cette même équipe de Rouen. Les Capistes ne parviennent pas à vaincre cette équipe rouennaise et sont donc éliminés des phases finales, sur le score de 16-23, après prolongations.

## Bilan par saison
| Saison    | Championnat             | Nb équipes/poules | Classement | Phase finale    | Titres/Observations |
| 2024-2025 | Nationale               | 14                | 4e         | 1/4 finale      | S'incline face au Rouen Normandie Rugby. (16-23)                                                                                              |
| 2023-2024 | Nationale               | 14                | 7e         | -               | Non qualifié pour les phases finales. |
| 2022-2023 | Nationale 2             | 12/2              | 1er        | Vainqueur       | Champion de Nationale 2. Invaincu à domicile.                                                                                                 |
| 2021-2022 | Fédérale 1              | 12/4              | 1er        | 1/2 finale      | Montée en Nationale 2. |
| 2020-2021 | Fédérale 1              | 12/4              | 3e         | Annulée         | Le titre n'est pas décerné. |
| 2019-2020 | Fédérale 2              | 12/8              | 2e         | Annulée         | Montée en Fédérale 1 (le titre n'est pas décerné)                                                                                             |
| 2018-2019 | Fédérale 2              | 12/8              | 3e         | -               | Privé de phases finales. |
| 2017-2018 | Fédérale 3              | 12/14             | 3e         | 1/4 de finale   | Montée en Fédérale 2 acceptée par la DNACG.                                                                                                   |
| 2016-2017 | Fédérale 3              | 10/16             | 1er        | Vainqueur       | Champion de Fédérale 3. Montée refusée par la DNACG.                                                                                          |
| 2015-2016 | Fédérale 3              | 10/4              | 1er        | 1/8e de finale  | Montée refusée par la DNACG. |
| 2014-2015 | Fédérale 1              | 10/4              | 6e         | -               | Relégué en Fédérale 3 pour la saison 2015-2016, par la DNACG en raison d'un déficit de près de 450 000 euros.                                 |
| 2013-2014 | Fédérale 1              | 10/4              | 4e         | 1/8e de finale  | S'incline face au RC Massy. (15-53 sur l'ensemble des deux rencontres)                                                                        |
| 2012-2013 | Fédérale 1              | 10/4              | 3e         | 1/4 de finale   | S'incline face à l'Union sportive montalbanaise. (32-49 sur l'ensemble des deux rencontres)                                                   |
| 2011-2012 | Pro D2                  | 16                | 16e        | -               | - |
| 2010-2011 | Fédérale 1              | 12/4              | 1er        | Finale          | Montée en Pro D2. Défaite face à l'AS Béziers (6-13 lors de la finale)                                                                        |
| 2009-2010 | Fédérale 1              | 8/6               | 2e         | 1/4 de finale   | S'incline face à l'Union sportive carcassonnaise XV. (29-46 sur l'ensemble des deux rencontres)                                               |
| 2008-2009 | Fédérale 1              | 8/6               | 1er        | 1/4 de finale   | S'incline face au Provence Rugby. (27-28 sur l'ensemble des deux rencontres) Vainqueur du Challenge de l'Espérance contre l'US Tyrosse (21-9) |
| 2007-2008 | Fédérale 1              | 8/6               | 3e         | 1/2 finale      | S'incline face au Colomiers rugby. (18-21 sur l'ensemble des deux rencontres).                                                                |
| 2006-2007 | Fédérale 1              | 8/6               | 3e         | 1/2 finale      | S'incline face au Stade aurillacois. (15-76 sur l'ensemble des deux rencontres).                                                              |
| 2005-2006 | Fédérale 1              | 8/6               | 3e         | Phase de poules | Non qualifié pour les phases finales. |
| 2004-2005 | Pro D2                  | 16                | 16e        | -               | - |
| 2003-2004 | Pro D2                  | 16                | 16e        | -               | - |
| 2002-2003 | Pro D2                  | 16                | 13e        | -               | - |
| 2001-2002 | Pro D2                  | 16                | 14e        | -               | - |
| 2000-2001 | Élite 1                 | 10                | 10e        | -               | - |
| 1999-2000 | Élite 1                 | 12                | 10e        | -               | - |
| 1998-1999 | Élite 1                 | 8                 | 6e         | -               | - |
| 1997-1998 | 1ère division Groupe A2 | 10/4              | 1er        | Finale          | S'incline en finale face au Racing Club de France. (29-31)                                                                                    |
| 1996-1997 | 1ère division Groupe A1 | 10/4              | 10e        | Non qualifié    | - |
| 1995-1996 | 1ère division Groupe A2 | 10/4              | 4e         | 1/8e de finale  | S'incline face au Club sportif Bourgoin-Jallieu rugby. (12-26)                                                                                |

## Identité visuelle

### Couleurs et maillots
| Maillot historique du club aux couleurs ciel et blanc |

### Logo
En juin 2014, le CA Périgueux présente un nouveau logo.

Évolution du logo
Ancien logo.
Ancien logo.
Ancien logo.
Ancien logo abandonné en juin 2014.
Logo depuis juin 2014.

## Palmarès
| Équipe séniors | Équipes jeunes | Équipes féminines                              |
| - Championnat de France première division : - Quart de finaliste (4) : 1913, 1952, 1958 et 1959. - Championnat de France de groupe A2 : - Vice-champion (1) : 1998 - Championnat de France groupe B : - Champion (1) : 1993 - Challenge Yves du Manoir : - Quart de finaliste (2) : 1960 et 1968 - Championnat de France de Nationale 2 - Champion (1) : 2023 - Championnat de France de Fédérale 1 : - Vice-champion (1) : 2011 - Demi-finaliste (1) : 2022 - Championnat de France de Fédérale 3 : - Champion (1) : 2017 - Challenge de l'Espérance : - Vainqueur (1) : 2009 - Finaliste (3) : 1982, 2007 et 2013 - Championnat de France de deuxième série : - Champion (1) : 1906 - Championnat de France Réserves - Vainqueur (1) : 1969 | - Championnat de France Espoirs Nationaux : - Vainqueur (1) : 2023 - Coupe Frantz Reichel : - Vainqueur (1) : 1966 - Championnat Juniors B : - Champion (1) : 1960 | - Fédérale 2 féminines: - Finaliste (1) : 2018 |

### Les finales du club
| Compétition                  | Date de la finale | Vainqueur             | Score   | Finaliste       | Stade de la finale                    | Spectateurs |
| 2e série                     | 08/04/1906        | CA Périgueux          | 16 - 0  | Lyon AS         | Parc des Princes, Paris               | -           |
| Groupe B                     | 13/06/1993        | CA Périgueux          | 9 -6    | Stade dijonnais | Stade Tonnellé, Tours                 | -           |
| Groupe A2                    | 31/05/1998        | Racing Club de France | 31 - 29 | CA Périgueux    | Stade Paul-Rébeilleau, Poitiers       | 1 132       |
| Fédérale 1 Trophée Jean Prat | 25/06/2011        | AS Béziers            | 13 - 6  | CA Périgueux    | Stade Sapiac, Montauban               | -           |
| Fédérale 3                   | 25/06/2017        | CA Périgueux          | 46 - 6  | US Tours        | Stade municipal, Saint-Jean-d'Angély  | 2 000       |
| Nationale 2                  | 04/06/2023        | CA Périgueux          | 39 - 20 | CS Vienne       | Stade municipal Louis Darragon, Vichy | 3 000       |

| Compétition               | Date de la finale | Vainqueur    | Score | Finaliste | Stade de la finale | Spectateurs |
| Championnat de la Garonne | 1906              | CA Périgueux | -     | -         | -                  | -           |

| Compétition               | Date de la finale | Vainqueur        | Score  | Finaliste    | Stade de la finale                 | Spectateurs |
| Réserves équipe quatrième | 12/04/1908        | Stade toulousain | 11 - 5 | CA Périgueux | Stade Francis-Rongiéras, Périgueux | -           |
| Réserves                  | 04/05/1969        | CA Périgueux     | 12 - 3 | FC Grenoble  | Stade Lafayette, Le Puy-en-Velay   | -           |

| Compétition                             | Date de la finale | Vainqueur                    | Score   | Finaliste    | Stade de la finale               | Spectateurs |
| Challenge de l'Espérance                | 09/05/1982        | US Tyrosse                   | 24 - 12 | CA Périgueux | Stade Georges-Darthial, Marmande | -           |
| Challenge de l'Espérance Midi olympique | 1996              | Étoile sportive catalane     | 29 - 16 | CA Périgueux | -                                | -           |
| Challenge de l'Espérance                | 29/04/2007        | Blagnac SCR                  | 28 - 20 | CA Périgueux | Stade Lucien-Desprats, Cahors    | -           |
| Challenge de l'Espérance                | 2009              | CA Périgueux                 | 21 - 9  | US Tyrosse   | -                                | -           |
| Challenge de l'Espérance                | 07/06/2013        | Union sportive montalbanaise | 30 - 20 | CA Périgueux | Stade Georges-Darthial, Marmande | -           |

| Compétition                             | Date de la finale | Vainqueur    | Score   | Finaliste       | Stade de la finale                   | Spectateurs |
| Juniors B Coupe René Crabos             | 22/05/1960        | CA Périgueux | 8 - 3   | USA Perpignan   | Stade Sapiac, Montauban              | -           |
| Juniors A Coupe Frantz Reichel          | 22/05/1966        | CA Périgueux | 14 - 6  | AS Béziers      | Stadium, Toulouse                    | -           |
| Elite B1                                | 04/06/2000        | SU Agen      | 40 - 35 | CA Périgueux    | Stade Madrazès, Sarlat               | -           |
| Championnat de France Espoirs Nationaux | 28/05/2023        | CA Périgueux | 29 - 18 | Stade dijonnais | Stade Raymond Charbonnier, Commentry | -           |

| Compétition          | Date de la finale | Vainqueur      | Score   | Finaliste    | Stade de la finale | Spectateurs |
| Fédérale 2 féminines | 27/05/2018        | Marengo Sports | 18 - 17 | CA Périgueux | -                  | -           |

## Personnalités du club

### Effectif 2024-2025
| Nom                    | Poste            | Date de Naissance | Nationalité sportive | Club précédent                             | Arrivée au club |
| Mateo Tornel-Rodriguez | Pilier           | 11/02/2004        | France               | RC Toulon                                  | 2024            |
| Gonzalo Hughes         | Pilier           | 09/04/1998        | Argentine            | Petrarca Rugby Padoue                      | 2024            |
| Thomas Vidal           | Pilier           | 08/01/2000        | France               | SC Graulhet                                | 2023            |
| Kalivati Tawake        | Pilier           | 16/11/1988        | Fidji                | Biarritz olympique                         | 2020            |
| Jason Tindilière       | Pilier           | 01/01/1997        | France               | Rugby club vannetais                       | 2020            |
| Anthony Pelmard        | Pilier           | 20/08/1995        | France               | US Dax                                     | 2023            |
| Martin Augeix          | Pilier           | 07/09/2001        | France               | Union Cognac Saint-Jean-d'Angély           | 2023            |
| Milan Ferreira         | Pilier           | -                 | Afrique du Sud       | Rugby Travel Academy                       | 2024            |
| Thibault Amigorena     | Pilier           | -                 | France               | Biarritz olympique Pays basque             | 2024            |
| Emilien Borges         | Pilier           | 07/07/2001        | France               | Stade rochelais                            | 2022            |
| Baptiste Arvouet       | Talonneur        | 04/02/1992        | France               | Sport athlétique trélissacois              | 2021            |
| Louis Martin           | Talonneur        | 26/02/1996        | France               | Stade niçois rugby                         | 2023            |
| Lucas Marijon          | Talonneur        | 05/04/1995        | France               | Rugby club dijonnais                       | 2021            |
| Manu Leiataua          | Talonneur        | 26/12/1986        | Samoa                | Oyonnax Rugby                              | 2024            |
| Damien Lavergne        | Deuxième ligne   | 15/12/1991        | France               | Sport athlétique trélissacois              | 2020            |
| Jaco Willemse          | Deuxième ligne   | 14/03/1996        | Afrique du Sud       | Griffons                                   | 2023            |
| Richard Fourcade       | Deuxième ligne   | 04/04/1993        | France               | Stade niçois rugby                         | 2022            |
| Mathieu Pace           | Deuxième ligne   | 02/10/1990        | France               | US Neuvic                                  | 2011            |
| Raphaël Vieilledent    | Deuxième ligne   | 08/01/1997        | France               | Rouen Normandie Rugby                      | 2024            |
| Thomas Roussel         | Deuxième ligne   | -                 | France               | SA Trélissac                               | 2016            |
| Clément Lanen          | Troisième ligne  | 01/04/1998        | France               | RC Massy                                   | 2023            |
| Madioke Konate         | Troisième ligne  | 31/08/1995        | France               | Rugby Club Suresnes                        | 2020            |
| Sacha Rosenberg        | Troisième ligne  | 24/03/2004        | France               | Stade français Paris rugby                 | 2024            |
| Karl Lambert           | Troisième ligne  | 14/07/1998        | France               | CA Brive                                   | 2019            |
| Bastien Gest-Flory     | Troisième ligne  | 24/09/2002        | France               | Blagnac Sporting Club rugby                | 2024            |
| Hendri Storm           | Troisième ligne  | 08/01/1995        | Afrique du Sud       | US Marmande                                | 2023            |
| Afa Amosa              | Troisième ligne  | 11/10/1990        | Samoa                | SU Agen                                    | 2023            |
| Nahum Merigan          | Troisième ligne  | 25/03/2001        | Angleterre           | Bath Rugby                                 | 2024            |
| Thibault Dulucq        | Demi de mêlée    | 08/01/2001        | France               | Stado Tarbes Pyrénées rugby                | 2024            |
| Nicolas Faltrept       | Demi de mêlée    | 25/06/1991        | France               | Rugby club Châteaurenard                   | 2022            |
| Antonin Marinot        | Demi de mêlée    | 22/07/2004        | France               | Union Bordeaux Bègles                      | 2024            |
| Matteo Bordenave       | Demi de mêlée    | 09/03/2004        | France               | US Bergerac                                | 2022            |
| Ugo Teulet             | Demi de mêlée    | 18/11/2004        | France               | Castres olympique                          | 2024            |
| Anderson Neisen        | Demi d'ouverture | 03/04/1993        | France               | Stade aurillacois Cantal Auvergne          | 2024            |
| Greg Hutley            | Demi d'ouverture | 25/05/2001        | Irlande              | Ballynahinch Rugby Football Club           | 2023            |
| Dorian Lavernhe        | Centre           | 27/06/1999        | France               | Provence Rugby                             | 2024            |
| Fred Hickes            | Centre           | 17/07/1992        | Fidji                | Rennes Étudiants Club rugby                | 2022            |
| Cyril Couturier        | Centre           | 26/12/1992        | France               | Union sportive athlétique de Limoges       | 2021            |
| Henry Tuilagi Jr.      | Centre           | 14/07/2000        | France               | Union Cognac Saint-Jean-d'Angély           | 2023            |
| Nicolas Piaton         | Centre           | 07/09/2003        | France               | Club sportif multisport gennevillois rugby | 2023            |
| Mathis Lafforgue       | Centre           | 10/02/2002        | France               | Rugby club Auch                            | 2024            |
| Axel Müller            | Ailier           | 25/11/1993        | Argentine            | Old Glory DC                               | 2024            |
| Rory Scholes           | Ailier           | 23/04/1993        | Irlande              | CA Brive                                   | 2021            |
| Vincent Fouillade      | Ailier           | 11/03/1997        | France               | Union sportive athlétique de Limoges       | 2020            |
| Tim Giresse            | Ailier           | 07/09/1993        | France               | SC Albi                                    | 2024            |
| Benjamin Yarde         | Ailier           | 16/07/2000        | France               | CA Brive                                   | 2021            |
| Paul Piveteau          | Ailier           | 16/03/1996        | France               | Niort Rugby Club                           | 2023            |
| Jaun Kautze            | Arrière          | 18/05/1992        | Afrique du Sud       | Rugby Club Hyères Carqueiranne La Crau     | 2024            |
| Yon Camou              | Arrière          | 07/06/2002        | France               | Stado Tarbes Pyrénées rugby                | 2024            |

### Joueurs emblématiques

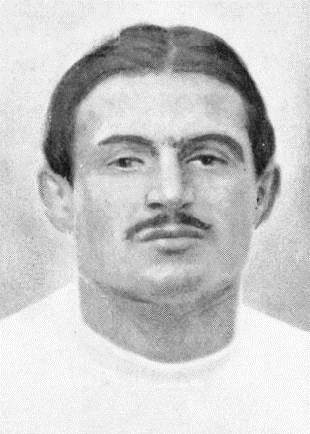
Léon Jean Larribau
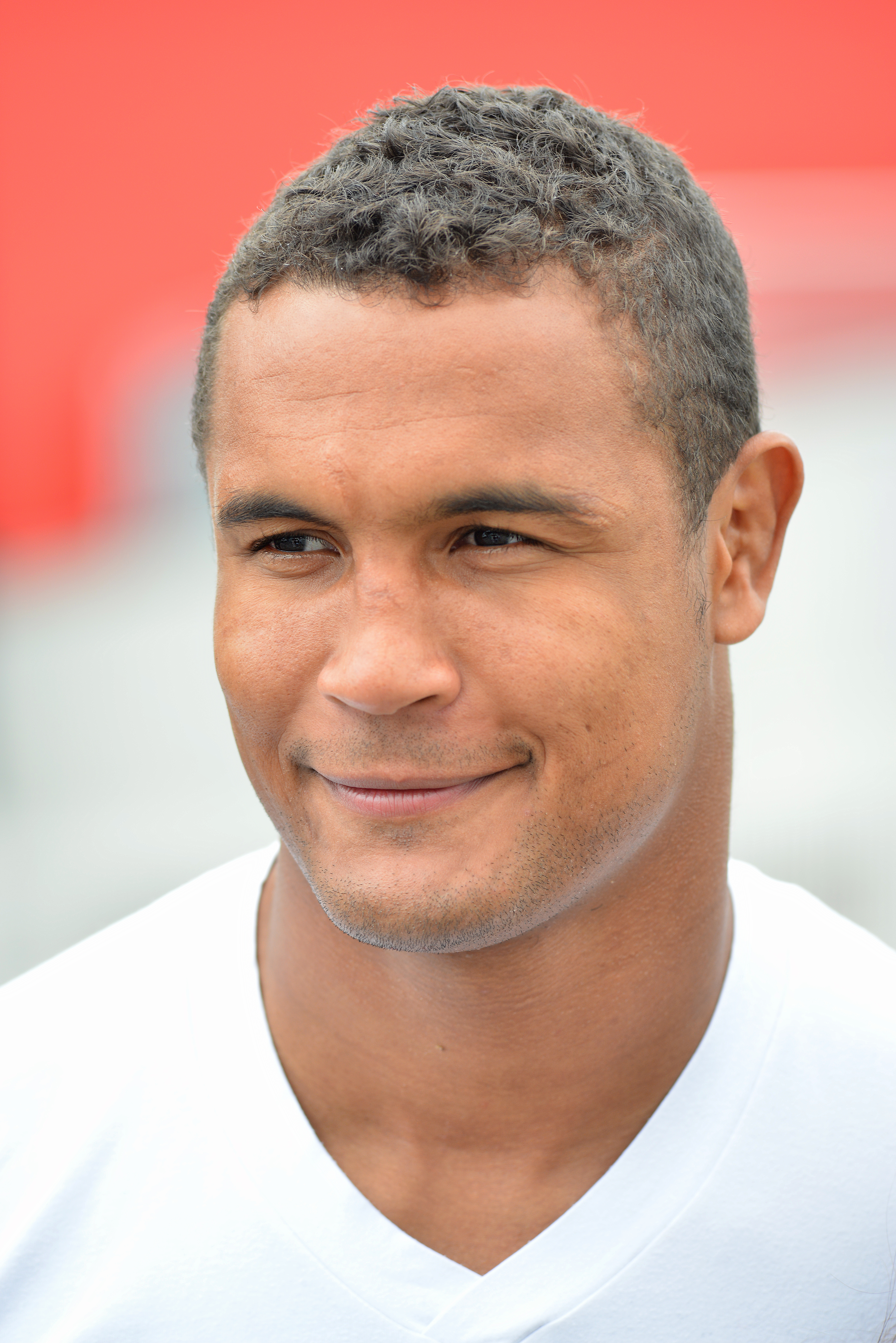
Thierry Dusautoir
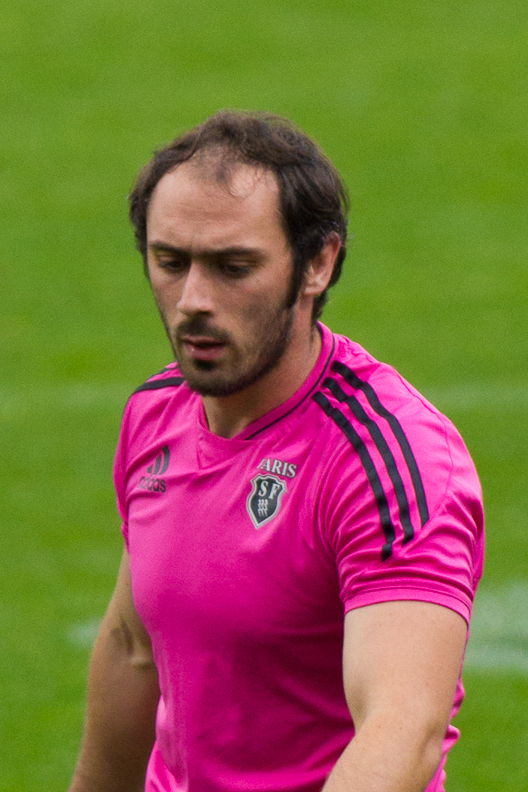
Julien Dupuy
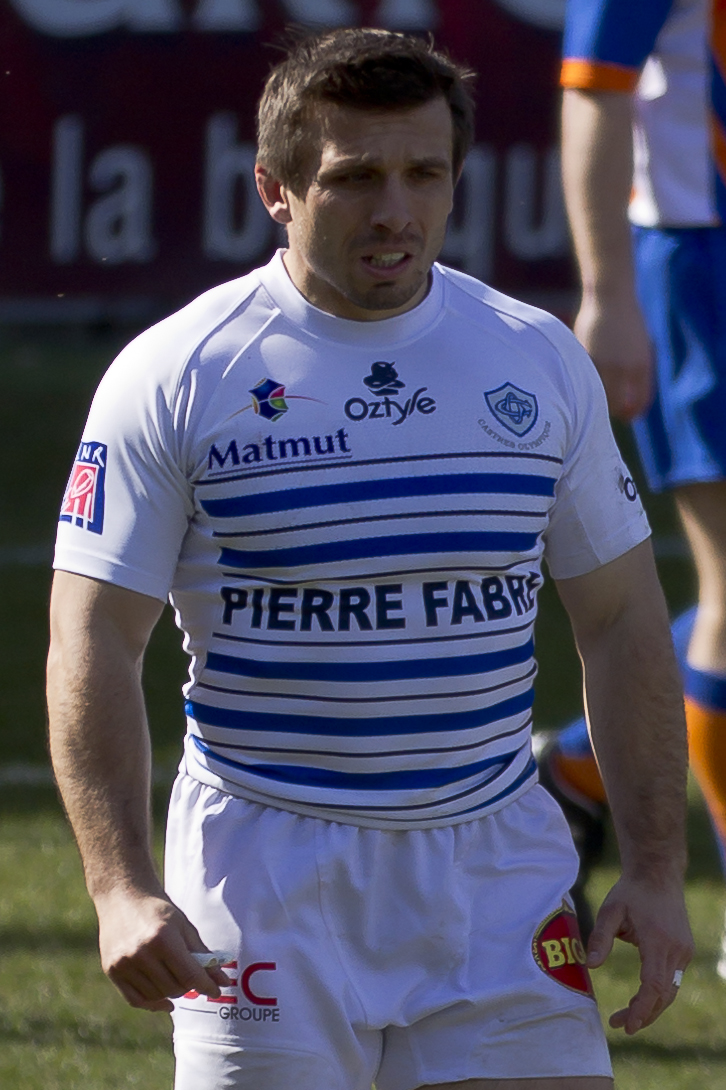
Romain Teulet
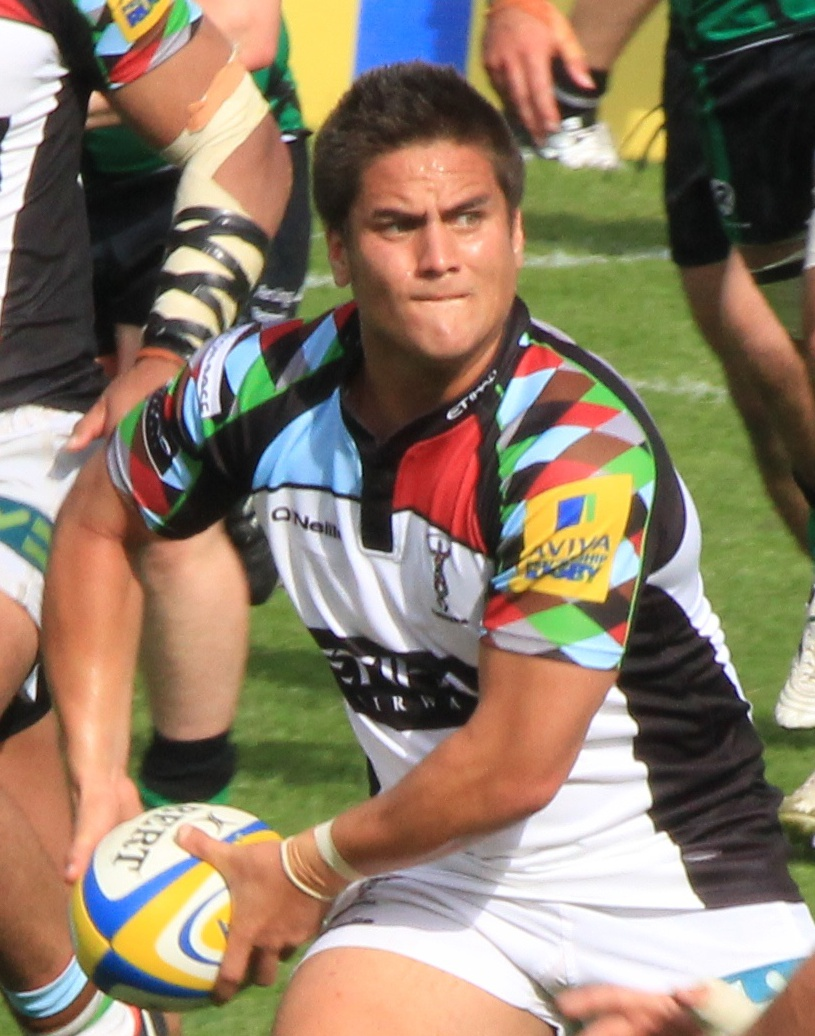
Ben Botica

- Jean Larribau (-1912)
- Christian Magnanou
- Daniel Héricé
- Guy Belletante (1948-1950)
- Gérard Mauduy
- Jean Pilon
- Sylvain Meyer
- Laurent Desnoyer (1968-1972)
- Gérard Magnac (-1974)
- Alain Bayout (-1979)
- Lilian Camberabero
- Francis Rongiéras (1978-1982 ; 1989-1991)
- Henri Lacaze
- Jean-Claude Rossignol (1985-1987)
- Youcef Hanou (1981-1998)
- Thierry Labrousse (1987-1995)
- Julien Dupuy
- Pierre Capdevielle (1994-1996)
- Philippe Doussy (1996-1999)
- Francis Ntamack (1996-1997)
- Thierry Teixeira (1998-2001)
- Cyril Villain (1999-2000)
- Romain Teulet (1999-2000)
- André Da Silva (2000-2001)
- Simon Azoulai (2000-2001)
- Jean-Marc Ravanel (2000-2006)
- Thierry Dusautoir (2002)
- Remus Lungu (2002-2003)
- Laurent Bonventre (2003-2004)
- Thibault Duvallet (-2005)
- Sascha Fischer (2003-2006)
- Marian Tudori (2004-2005)
- Guillaume Brouqui (2005-2017)
- Féao Latu (2006-2009)
- Mohamed Gouasmia (2006-2012)
- Tedo Zibzibadze (2006-2015)
- Jonetani Robanakadavu (2007-2008)
- Anthony Pradalie (2008-2013)
- Romain Rongieras (2008-2014)
- Alexander Margvelashvili (2009-2012)
- David Dadunashvili (2009-2012)
- Jérôme Bosviel (2009-2012)
- Iliesa Keresoni (2010-2012)
- Marc Dantin (2010-2012)
- Pavel Stastny (2010-2012)
- Augustin Petrechei (2010-2013)
- Damien Costanzo (2010-2015)
- Benjamin Botica (2011-2012)
- Gautier Gibouin (2011-2012)
- Inaki Basauri (2011-2012)
- Mosese Moala (2011-2012)
- Adrien Ayestaran (2011-2013)
- Hugo Rongieras (2011-2014)
- Nicolas Brindel (2011-2014)
- Xavier Naulleau (2011-2014)
- Lionel Campergue (2013-2015)
- Anthony Bourgeois (2014-2015)
- Bastien Le Picaut (2014-2015)
- Djamel Ouchene (2020-2024)
- Marius Vialle (2020-2024)
- Damien Lavergne (2020-)
- Kalivati Tawake (2020-)
- Rory Scholes (2021-)

### Entraîneurs

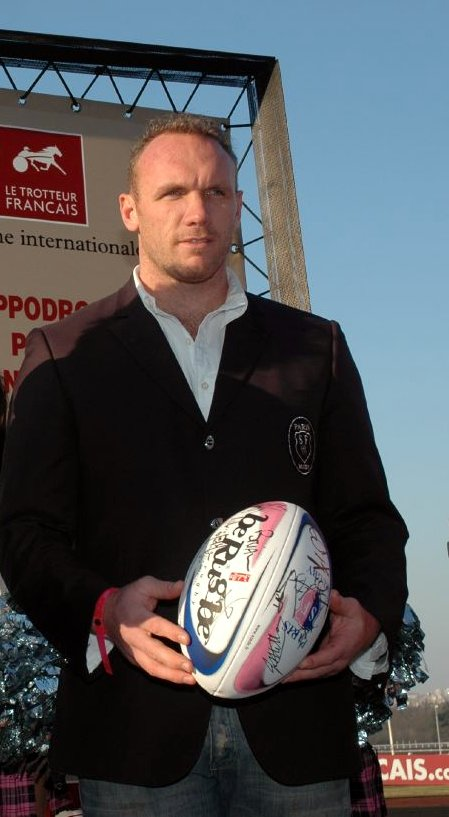
Brian Liebenberg
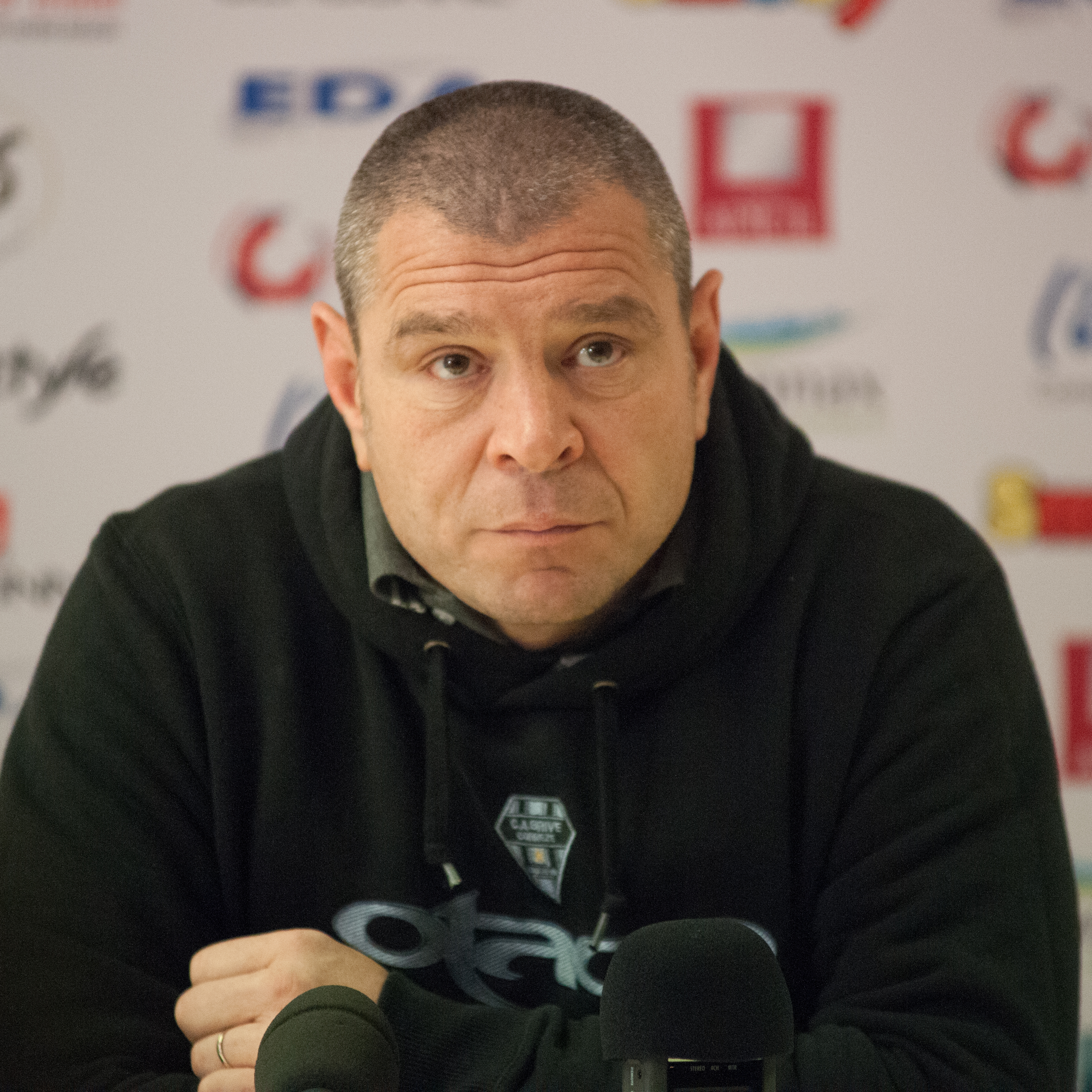
Didier Casadeï
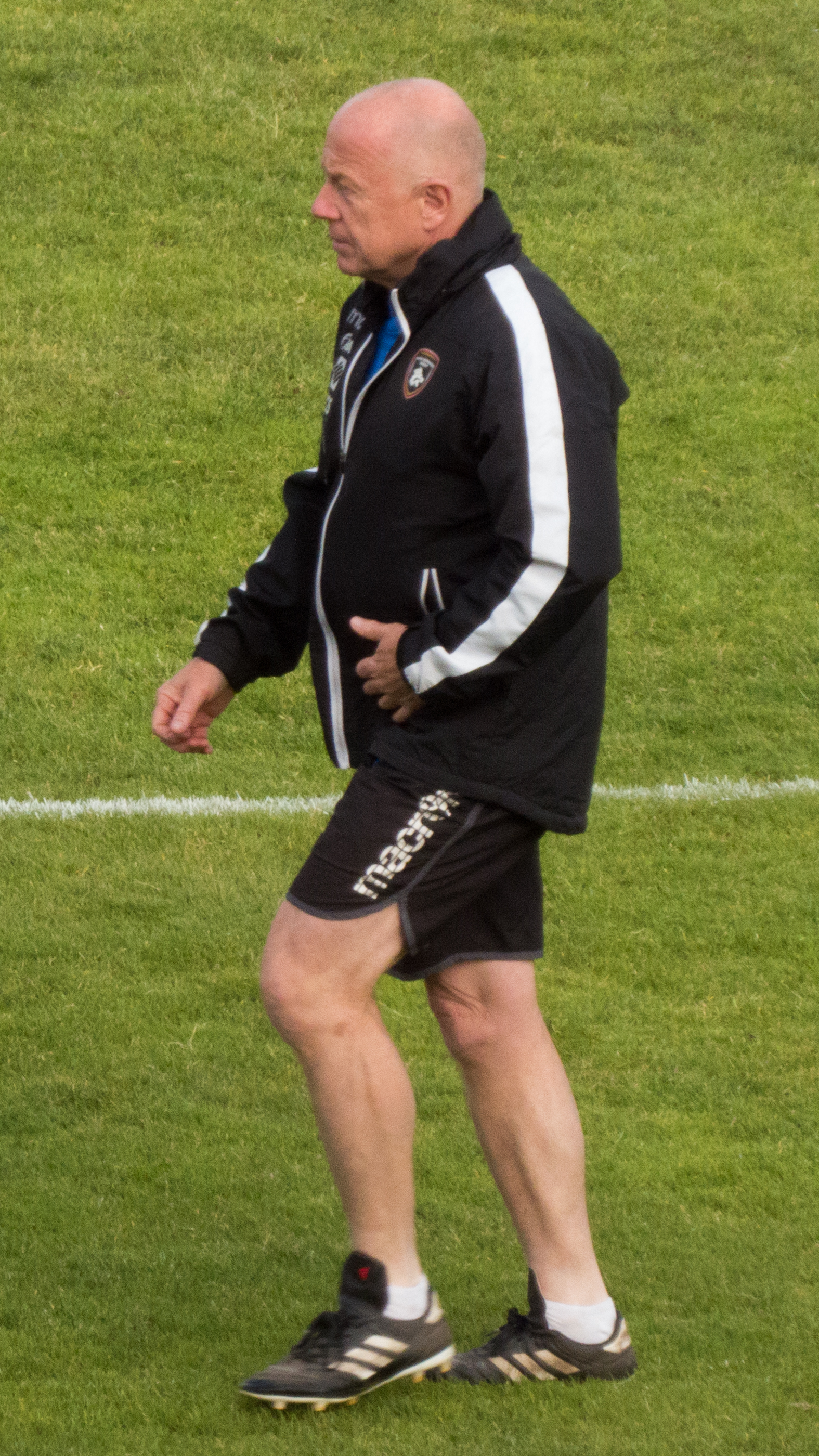
Richard Hill

- 1960-1961 : Clément Dupont
- 1976-1980 : Lilian Camberabero
- 1984-1985 : Lilian Camberabero
- 1988-1989 : Henri Cazaubon
- 1990-1991 : Jean-Jacques Gesson et Jean-Pierre Reyneau
- 1991-1992 : Escouteloup et Jean-Pierre Reyneau
- 1992-1993 : Jean-Michel Costes et Jean-Louis Montupet
- 1993-1995 : André Turcky et Jean Guionie
- 1995-1997 : Jean-Philippe Cariat et Jean-Paul Fontalirant
- 1997-1999 : Jacques Delmas et Jacky Bordas
- 1999-2001 : Jacques Delmas et Jean-Marc Terrade
- 2001-2002 : Jean-Michel Daures, Youcef Hanou et Jean-Marc Terrade
- 2002-2003 : Jean-Jacques Gesson, Christian Blony (adjoint) et Denis Blum (adjoint)
- 2003-2004 : Philippe Chamayou et Stéphane Faure
- 2004-2005 : Hari Dumitras et Jean-Luc Albert
- 2005-2006 : Thierry Labrousse et Pierre Chadebech
- 2006-2007 : Thierry Labrousse et Jean Michel Coureau
- 2007-2008 : Thierry Labrousse et Pierre Chadebech
- 2008-2010 : Thierry Labrousse et Jean-Michel Coureau
- 2010-2011 : Marc Dantin et David Lacoste
- 2011-2012 : Marc Dantin, Dorian Kénil (avants) et Pierre Cheyrou (arrières)
- 2012-2013 : Olivier Laurent et Pierre Cheyrou
- 2013-2014 : Olivier Laurent et Samuel Brethous
- 2014-2015 : Thierry Labrousse et Brian Liebenberg (2014)[193],[194]
- 2017-2018 : Youcef Hanou
- 2018-2019 : Tom Smith et Martin Gady
- 2019-2020 : Jacques Delmas
- 2020-2021 : Didier Casadeï et Louis Dubois
- 2021-2023 : Richard Hill, Juan Carlos Bardo et Louis Dubois
- 2023- : Didier Casadeï, Julien Le Devedec et Louis Dubois

### Stade

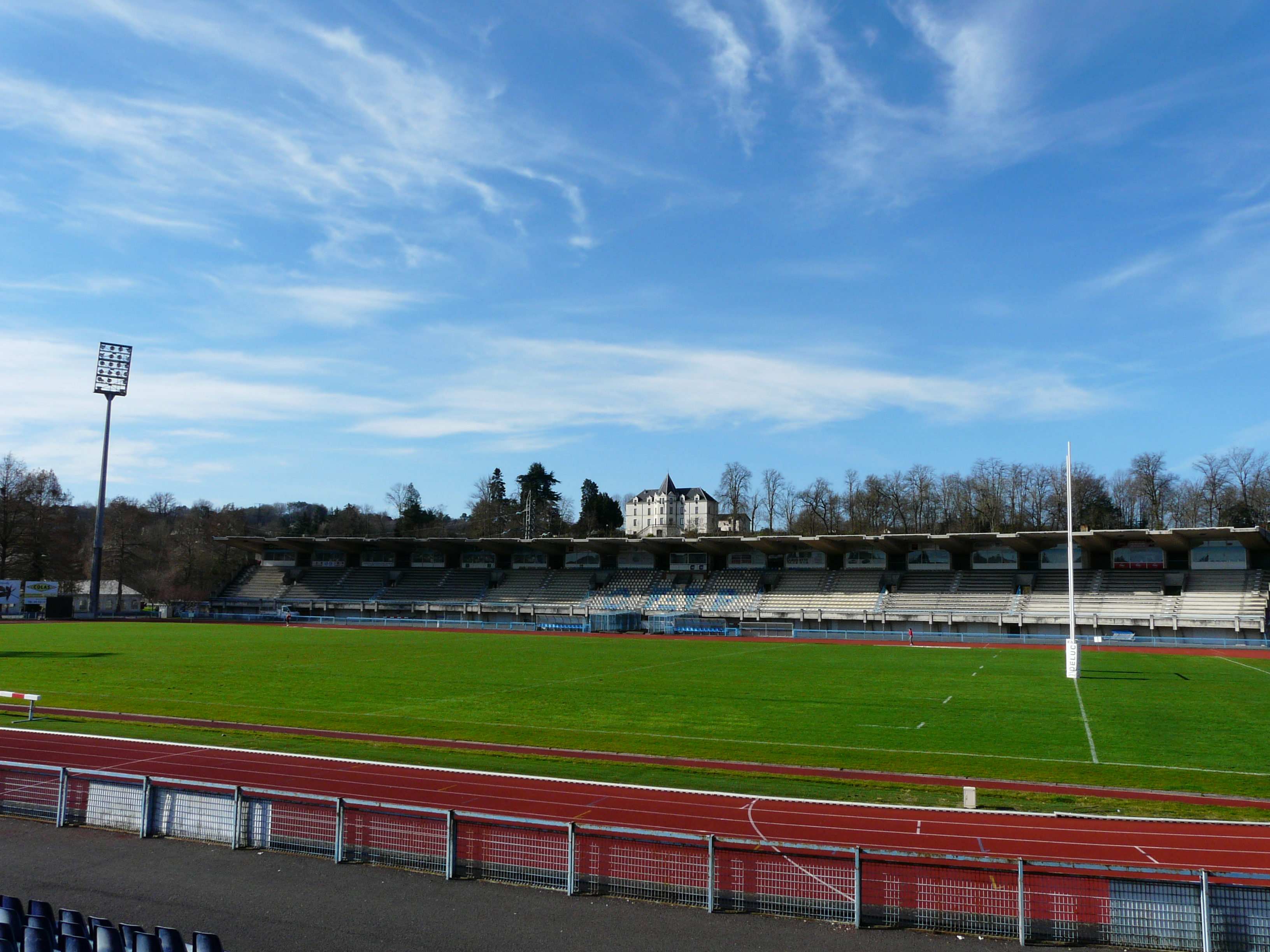
Le stade Francis-Rongiéras.

### Équipe féminine

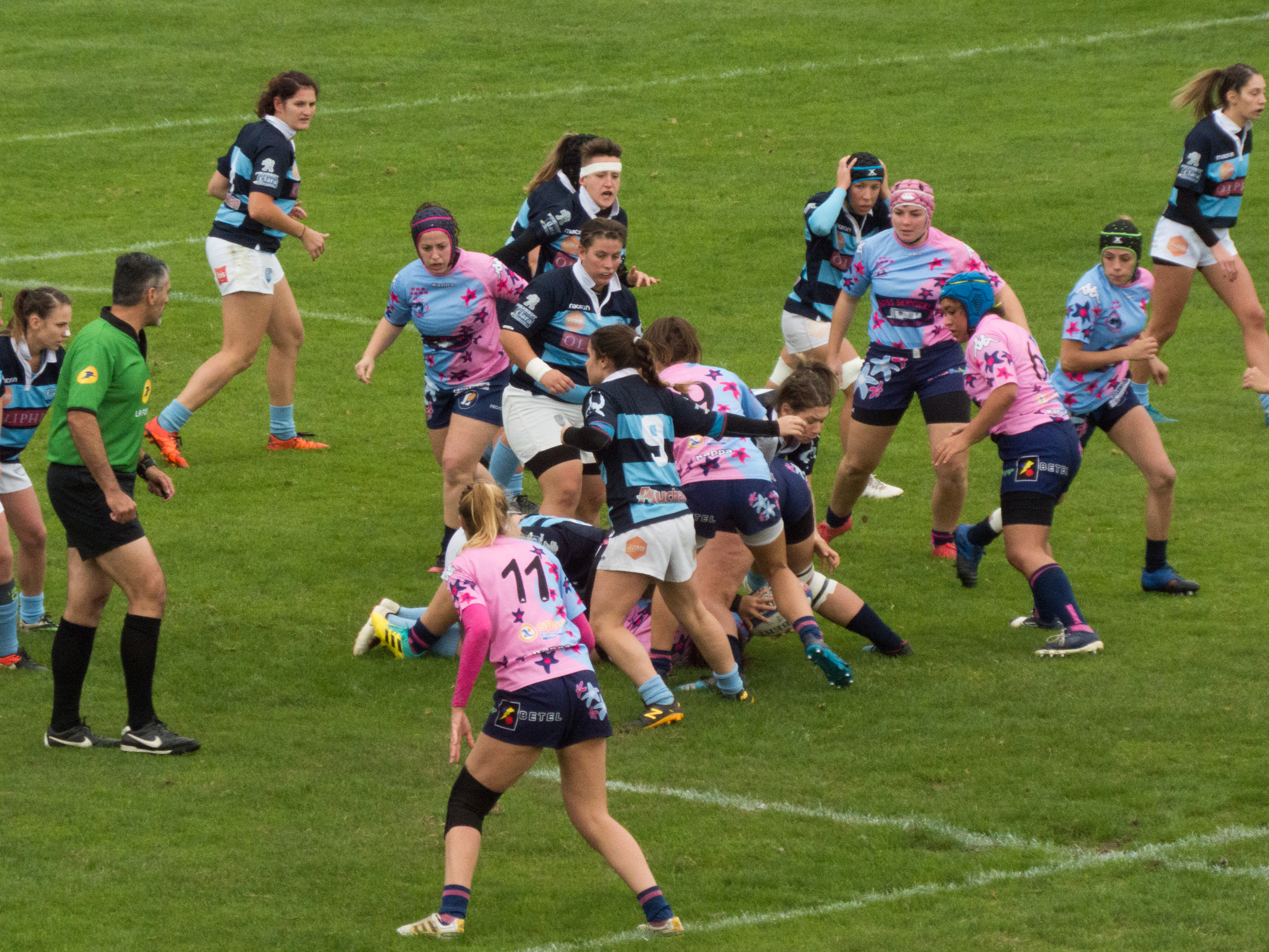
Rencontre de championnat de Fédérale 1 féminine entre l'US Dax et le CA Périgueux, en 10 2018.